# Atemptat frustat de Cornellà de Llobregat de 2018
El dilluns 20 d'agost de 2018, un home va ser abatut per una Mossa d'Esquadra en el vestíbul de la comissaria a Cornellà de Llobregat (província de Barcelona). L'abatut tenia com a objectiu apunyalar a l'agent. L'incident va ser tractat com un "atemptat terrorista aïllat".